# Maria Barreira
Maria Gonçalves Barreira (* 7. Dezember 1914 in Lissabon; † 23. Dezember 2010 ebenda) war eine portugiesische Bildhauerin, Keramikerin und Lehrerin, die von der Diktatur des Estado Novo wegen ihres politischen Engagements 16 Jahre lang mit einem Lehrverbot belegt wurde.

## Leben
Barreira wurde 1914 in Lissabon geboren. Ursprünglich wollte sie Ärztin werden, schrieb sich aber 1937 für den Studiengang Malerei an der Escola Superior de Belas-Artes de Lisboa ein. Nach dem ersten Jahr wechselte sie in den Studiengang Bildhauerei. Später brach sie ihr Studium vorübergehend ab, um sich den Aktivitäten gegen die Diktatur zu widmen und trat der Associação Feminina Portuguesa para a Paz und dem Movimento de Unidade Democrática bei. 1951 schloss sie ein Studium der Erziehungswissenschaften an der Kunstfakultät der Universität Lissabon ab, nachdem sie erkannt hatte, dass sie nicht allein von der Bildhauerei leben konnte. Sie wurde Aushilfslehrerin an der Marquês de Pombal-Schule in Lissabon, doch als sie sich um eine Festanstellung als Lehrerin bewarb, wurde sie aus politischen Gründen abgelehnt und erhielt ein Verbot, im öffentlichen Schulwesen zu unterrichten. Während der 16 Jahre, in denen sie Berufsverbot hatte, widmete sie sich ausschließlich der Bildhauerei, obwohl sie in den 1950er Jahren auch Abendkurse gab.
Im Jahr 1948 heiratete sie den Bildhauer Vasco da Conceição. Der war 1935 wegen Opposition gegen die Regierung verhaftet worden und saß in drei Gefängnissen auf dem Festland, bevor er nach Angra do Heroísmo auf den Azoren geschickt wurde, wo er zwei Jahre lang festgehalten wurde. Ihre Ausbildung als Bildhauerin endete 1949, und schon bald begann sie, sich sowohl in der Bildhauerei als auch in der Keramik einen Namen zu machen. Ihre Skulpturen zeigen häufig Frauen oder Paare von Männern und Frauen, wobei sie einige Werke in Zusammenarbeit mit ihrem Ehemann schuf. Entbindungsstationen waren ein wiederkehrendes Thema in ihrem Werk. Das Künstlerpaar arbeitete in einem Atelier in der Rua da Alegria in Lissabon, das sie mit anderen Künstlern wie José Malhoa, Alice Jorge und Júlio Pomar teilten. Als das Gebäude an ein Autohaus verkauft wurde, begannen die beiden, ihre künstlerische Arbeit in von der Gemeinde zur Verfügung gestellten „Schuppen“ fortzusetzen.
In Begleitung von Celestino Alves und João Hogan fuhren sie und ihr Mann als Stipendiaten der Fundação Calouste Gulbenkian für sechs Monate nach Paris, wo sie zahlreiche Galerien und Ausstellungen besuchten und in direkten Kontakt mit den Künstlern der damaligen Zeit kamen, was ihren Stil entscheidend prägte. Im folgenden Jahr nahm sie an der Ausstellung „Zwei Maler, zwei Bildhauer“ teil, die bei der Sociedade Nacional de Belas Artes stattfand. Sie und ihr Mann nahmen regelmäßig an den Exposições Gerais de Artes Plásticas teil. Diese Ausstellungen, die in Opposition zur Kulturpolitik des Estado Novo standen, fanden zwischen 1946 und 1956 statt, und Barreira stellte nicht nur ihre Werke aus, sondern war auch an der Konzeption und Organisation der Ausstellungen beteiligt. Die zweite Ausstellung wurde von der Sicherheitspolizei PIDE kontrolliert und zwölf als „antinational“ oder „subversiv“ eingestufte Gemälde wurden beschlagnahmt.
Barreira arbeitete mit Stein, Metall und Ton. Ihre Arbeiten werden manchmal mit denen von Henry Moore verglichen, und sie selbst gab an, von Aristide Maillol und Henri Laurens beeinflusst worden zu sein. Eine ihrer Werkserien war den Frauen des Fischerdorfs Nazaré gewidmet, das heute ein beliebter Ort für Surfer ist, nachdem sie von dem harten Leben der Frauen dort schockiert war. Zu dieser Serie gehören die Werke „Frau von Nazaré“ (1959), „Frau am Strand“ (1965) und „Drei Frauen am Strand“ (1966). Als Barreira 1967 die Erlaubnis erhielt, als Lehrerin für Zeichnen und visuelle Erziehung zu arbeiten, begann sie zu unterrichten und setzte diese Tätigkeit bis 1981 fort, als sie im Alter von 67 Jahren in den Ruhestand ging. Danach widmete sie sich fast bis zu ihrem Tod weiterhin dem künstlerischen Schaffen.
Barreira starb am 23. Dezember 2010 in Lissabon. Sie wurde zusammen mit ihrem Mann auf dem Friedhof Bombarral beigesetzt. Ihr Nachlass und der ihres Mannes wurden von dem Ehepaar 1990, zwei Jahre vor seinem Tod, der Gemeinde Bombarral, der Geburtsstadt ihres Mannes, geschenkt. Das Museum, das ihr Werk beherbergt, trägt heute den Namen Museu Municipal de Bombarral - Vasco P. da Conceição/Maria Barreira. Sie ist auch in mehreren Sammlungen und Museen vertreten, darunter das Museu do Neo-Realismo in Vila Franca de Xira, das Museu Nacional de Arte Contemporânea do Chiado und das Museu Calouste Gulbenkian in Lissabon sowie das Museu Municipal Armindo Teixeira Lopes in Mirandela.